# لويز كاثرين بريسلاو
لويز كاثرين بريسلاو (6 ديسمبر 1856 - 12 مايو 1927) كانت رسامة سويسرية من أصل ألماني، تعلمت الرسم لتمضية الوقت أثناء بقائها طريحة الفراش بسبب الربو المزمن. درست الفنون في أكاديمية جوليان في باريس، وعرضت أعمالها في صالون الجمعية الوطنية للفنون الجميلة، حيث أصبحت زميلة محترمة لشخصيات بارزة مثل إدغار ديغا وأناتول فرانس.

## سيرة

### السنوات المبكرة
وُلدت ماريا لويز كاثرين بريسلاو لعائلة يهودية ألمانية من أصول يهودية بولندية كانت تعيش في ميونيخ ويبدو أنها كانت مدمجة في المجتمع. في عام 1858، عندما كانت بريسلاو في الثانية من عمرها، قبل والدها منصب أستاذ ورئيس قسم التوليد وأمراض النساء في جامعة زيورخ، وانتقلت العائلة إلى سويسرا. وفي ديسمبر 1866، توفي الدكتور بريسلاو فجأة بسبب عدوى بكتيرية أصيب بها أثناء إجراء تشريح لجثة. عانت بريسلاو من الربو طوال حياتها، ولجأت إلى الرسم في طفولتها كوسيلة لتمضية الوقت أثناء بقائها طريحة الفراش. قضت طفولتها في زيورخ، سويسرا، ثم جعلت من باريس موطنًا لها في مرحلة البلوغ، حيث توقفت أيضًا عن استخدام اسمها الأول "ماريا".
كانت ليديا إيشر (1858-1892) صديقة للويز بريسلاو.

### تعليم

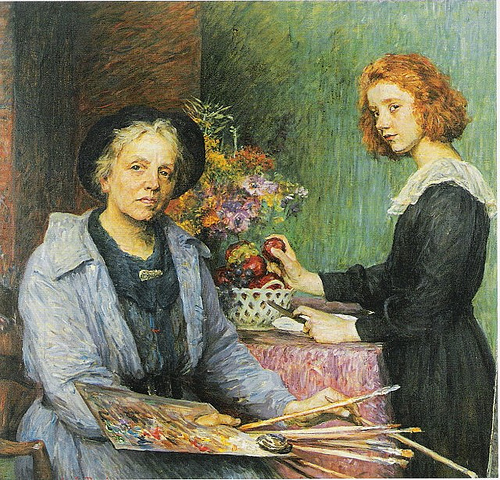
الفنانة ونموذجها

بعد وفاة والدها، أُرسلت بريسلاو إلى دير بالقرب من بحيرة كونستانس على أمل تخفيف معاناتها من الربو المزمن. ويُعتقد أن موهبتها الفنية بدأت في الظهور خلال إقامتها الطويلة هناك. في أواخر القرن التاسع عشر، كان من المتوقع أن تتلقى الفتيات من الطبقة البرجوازية تعليمًا في الفنون المنزلية، مثل الرسم والعزف على البيانو، باعتبارها مهارات تعزز مكانتهن كزوجات وأمهات محترمات. ومع ذلك، كان السعي وراء مهنة فنية أمرًا غير مألوف، بل ومرفوضًا في كثير من الأحيان. بحلول عام 1874، وبعد أن تلقت دروسًا في الرسم على يد الفنان السويسري إدوارد فيفر (1836-1899)، أدركت بريسلاو أن تحقيق حلمها في دراسة الفن بجدية يتطلب مغادرة سويسرا. في ذلك الوقت، كانت أكاديمية جوليان في باريس واحدة من المؤسسات القليلة التي تتيح للفتيات فرصة دراسة الفنون.
في أكاديمية جوليان، سرعان ما لفتت بريسلاو انتباه أساتذتها المرموقين، مما أثار غيرة بعض زميلاتها، ومن بينهن الروسية ماري باشكيرتسيف. خلال دراستها، كوّنت صداقات دامت مدى الحياة، من بينها صديقتها المقربة، الفنانة الأيرلندية سارة بورسر، بالإضافة إلى كل من صوفي شابي (سويسرا)، ماريا فيلر (إيطاليا)، وجيني زيلهارت وشقيقتها مادلين زيلهارت.
في عام 1879، كانت بريسلاو الطالبة الوحيدة من ورشة عمل النساء في أكاديمية جوليان التي ظهرت لأول مرة في صالون باريس، وذلك من خلال لوحتها Tout passé، وهي بورتريه شخصي ضمّ صديقتيها. بعد فترة وجيزة، غيرت اسمها إلى لويز كاثرين، وافتتحت مرسمها الخاص، وأصبحت مساهمة منتظمة في الصالون، حيث حصدت العديد من الميداليات. بفضل نجاحها في الصالون والإشادة النقدية بأعمالها، تلقت العديد من الطلبات من الأثرياء الباريسيين. في عام 1890، انضمت إلى صالون الجمعية الوطنية للفنون الجميلة في باريس، حيث لم تكتفِ بعرض أعمالها بل شغلت أيضًا منصبًا في لجنة التحكيم. ومع مرور الوقت، أصبحت ثالث فنانة تحصل على وسام جوقة الشرف الفرنسي، وأول امرأة أجنبية تنال هذا التكريم.

صورة إرنست جوزيفسون

على مر السنين، أصبحت بريسلاو زميلة مرموقة للعديد من الفنانين والكتّاب البارزين في عصرها، من بينهم إدغار ديغا وأناطول فرانس. ومع ذلك، كان لشخص واحد مكانة خاصة في حياتها، وهي مادلين زيلهارت، التي رافقتها لأكثر من أربعين عامًا. كانت مادلين، زميلتها في أكاديمية جوليان، ملهمتها ونموذجها المفضل وموضع ثقتها وداعمها الأكبر. بعد وفاة بريسلاو، ورثت زيلهارت ممتلكاتها، ثم تبرعت بستين عملًا فنيًا من لوحات الباستيل والرسومات الخاصة ببريسلاو إلى متحف الفنون الجميلة في ديجون. وفي عام 1932، ألفت زيلهارت كتابًا عن صديقتها بعنوان لويز كاثرين بريسلاو وأصدقاؤها (Louise Catherine Breslau et ses amis).
توفيت في سنة 1927، وفي سنة 1928 كرمتها مدرسة الفنون الجميلة في باريس بإقامة معرض استعادي لأعمالها. كما تم عرض أعمالها أيضًا في معرض استعادي أقيم عام 1932 في معرض شاربنتير Galerie Charpentier مخصص للنساء اللاتي تدربن في أكاديمية جوليان.

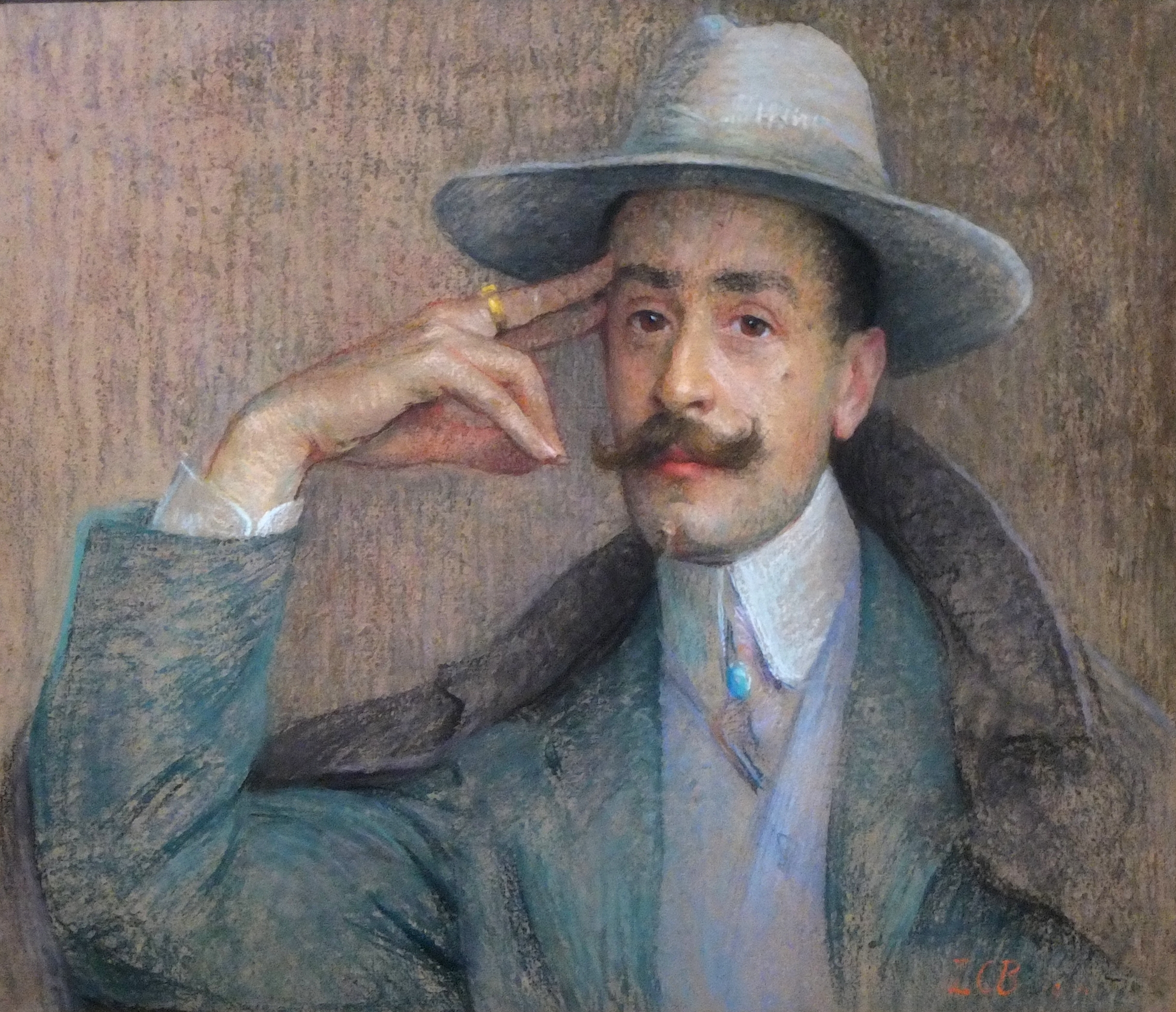
غابرييل يتوريد (باستيل، 1904)

### الحياة الشخصية
خلال فترة الحرب العالمية الأولى، بقيت بريسلاو وزيلهارت في منزلهما خارج باريس، في نويي سور سين. وعلى الرغم من أنها أصبحت مواطنة سويسرية قبل سنوات عديدة، إلا أنها أظهرت ولاءها لفرنسا من خلال رسم العديد من صور الجنود والممرضات الفرنسيين في طريقهم إلى الجبهة. بعد انتهاء الحرب، تقاعدت بريسلاو من العمل العام، وبدأت تقضي معظم وقتها في رسم الزهور من حديقتها واستضافة الأصدقاء.
توفيت بريسلاو في عام 1927 بعد مرض طويل. وفقًا لوصيتها، ورثت مادلين زيلهارت العديد من ممتلكات بريسلاو. تم دفن بريسلاو بجانب والدتها في بلدة بادين الصغيرة في كانتون آرغاو، سويسرا.

## إرث

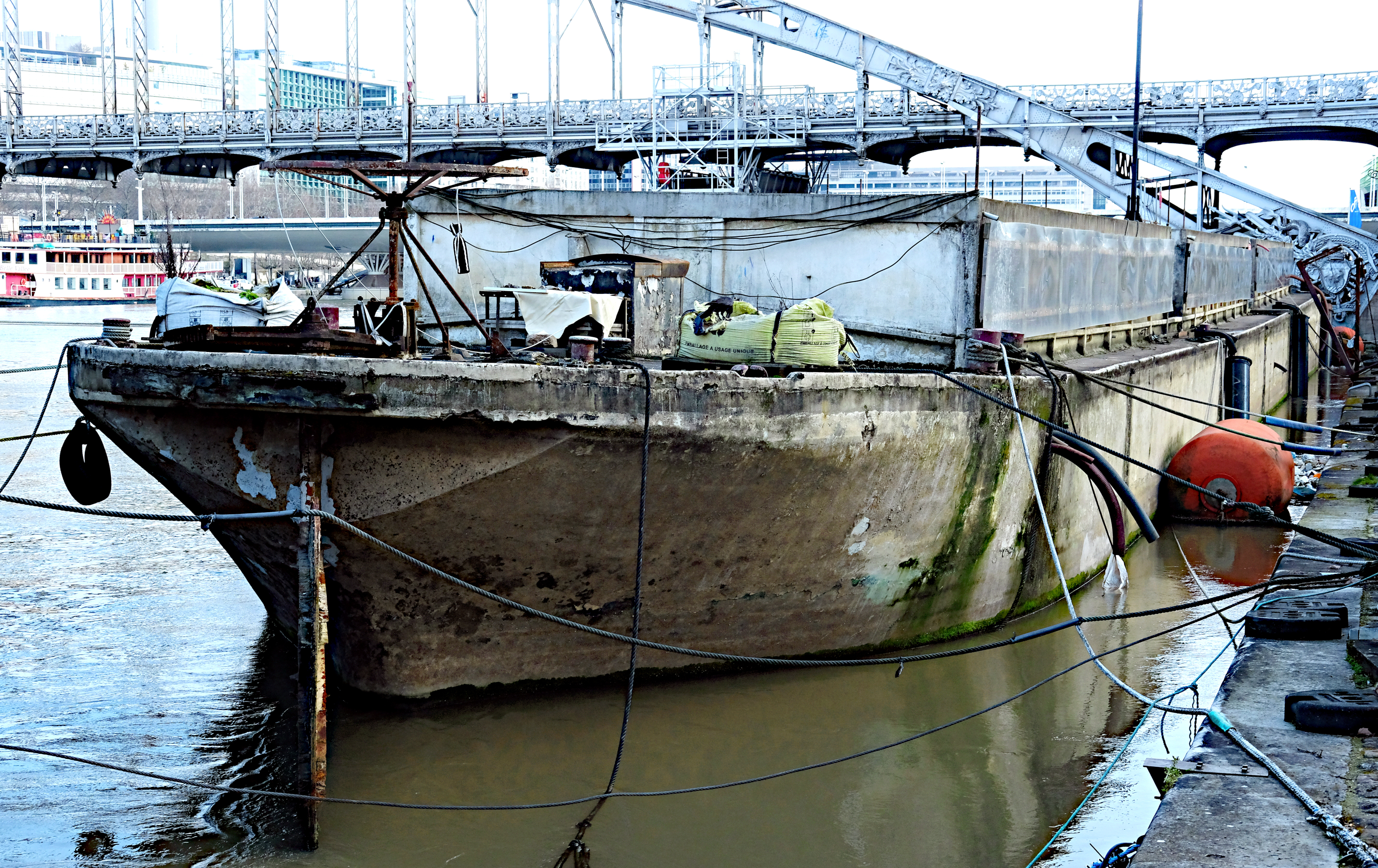
القارب " لويز كاثرين " في مارس 2024.

- شارع يسمى Place Louise Catherine Breslau &amp; Madeleine Zillhardt [8] في باريس ، فرنسا (جوار سان جيرمان دي بري ، الدائرة السادسة في العاصمة الفرنسية).
- تم تسمية القارب " لويز كاثرين " في باريس تكريمًا لها من قبل مادلين زيلهارت. لقد اشترته بدعم من ويناريتا سينجر . تم إعادة تصميم القارب على يد لو كوربوزييه وتم الاحتفاظ به من قبل جيش الخلاص من أجل إيواء المشردين. الآن أصبحت ملكية مؤسسة لو كوربوزييه ، وقد غرقت القارب أثناء فيضان نهر السين في فبراير 2018، [9] وهي الآن تنتظر التجديد. [10]
- تم تضمين بريسلاو في معرض النساء في باريس 1850-1900 لعام 2018. [11]

## أعمال مختارة
- النحات جان كارييس

 في مرسمه

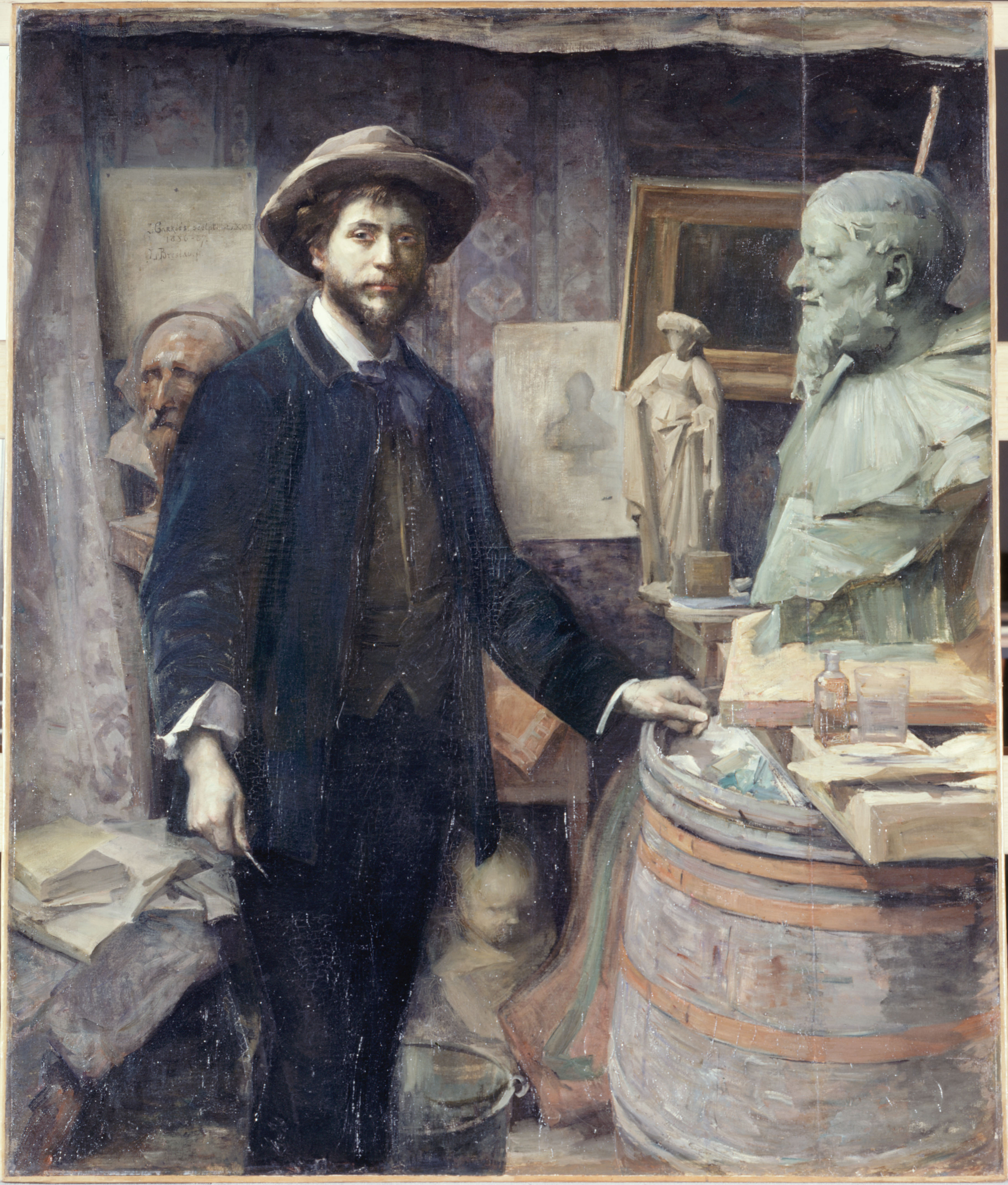
النحات جان كارييس في مرسمه
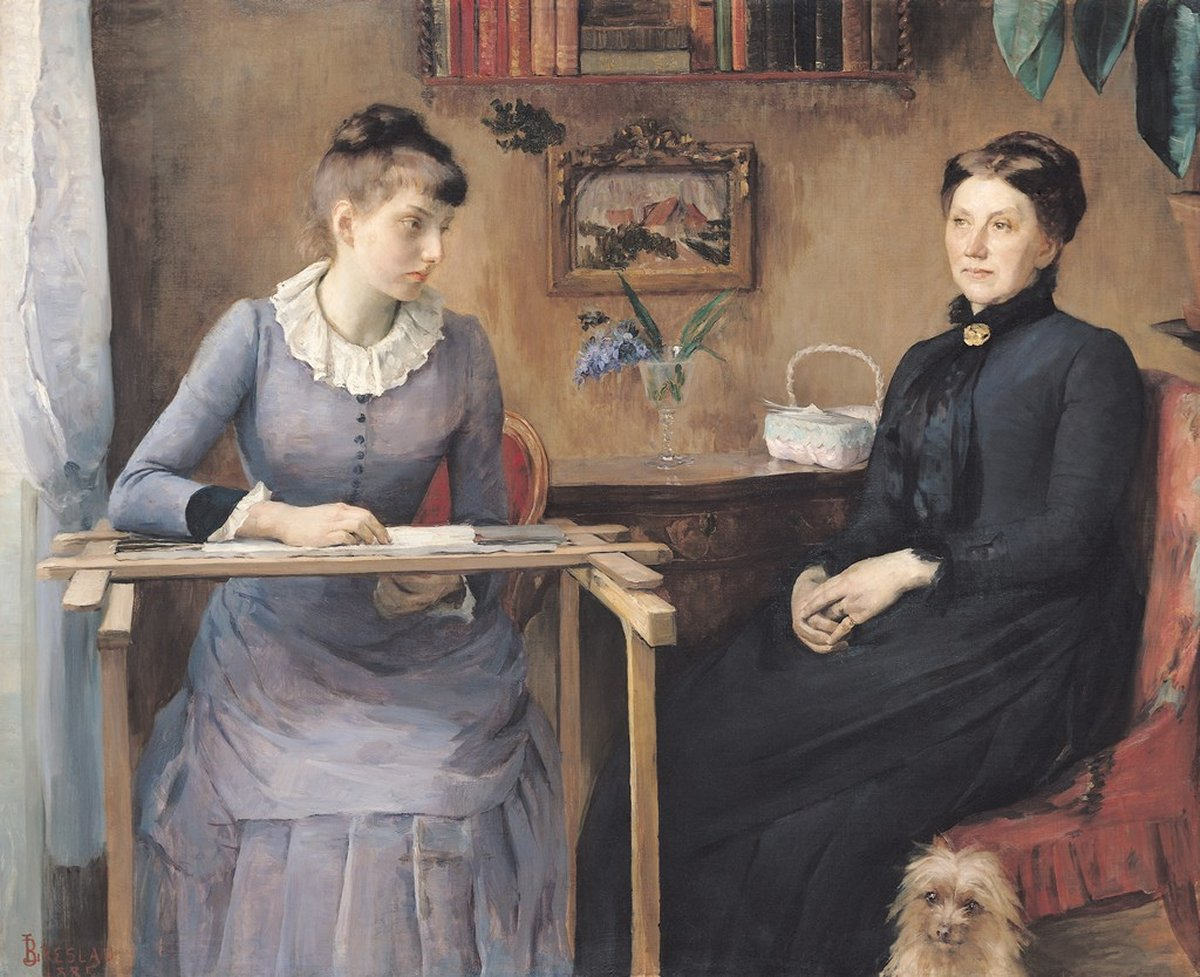
العلاقة الحميمة (والدة وشقيقة لويز كاثرين بريسلاو)
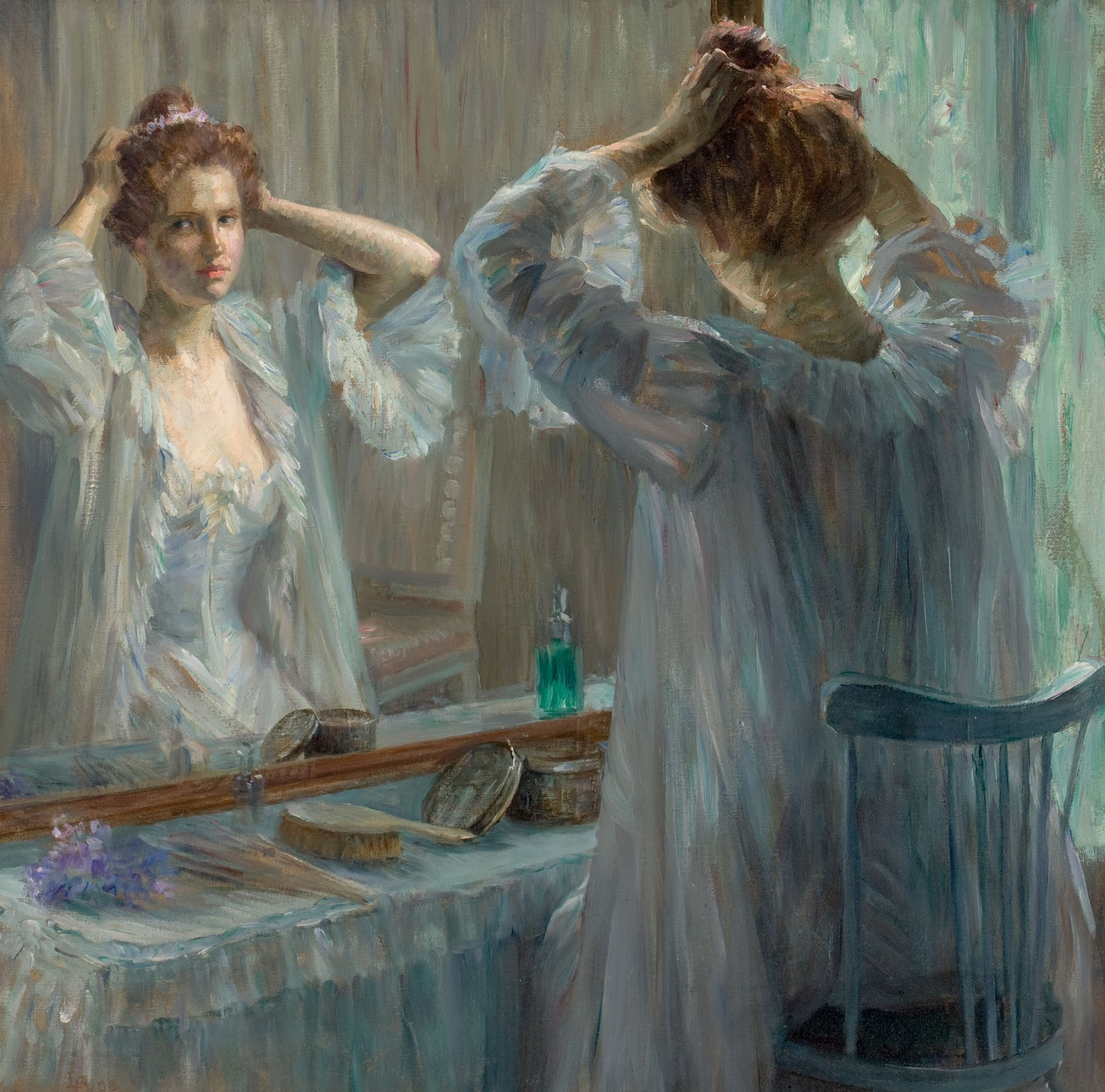
المرحاض (مادلين زيلهارت)
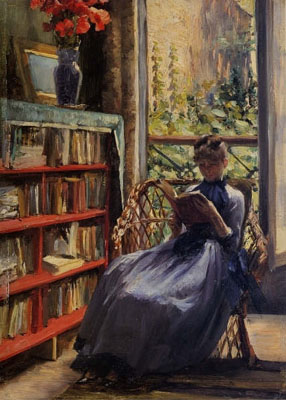
القارئ
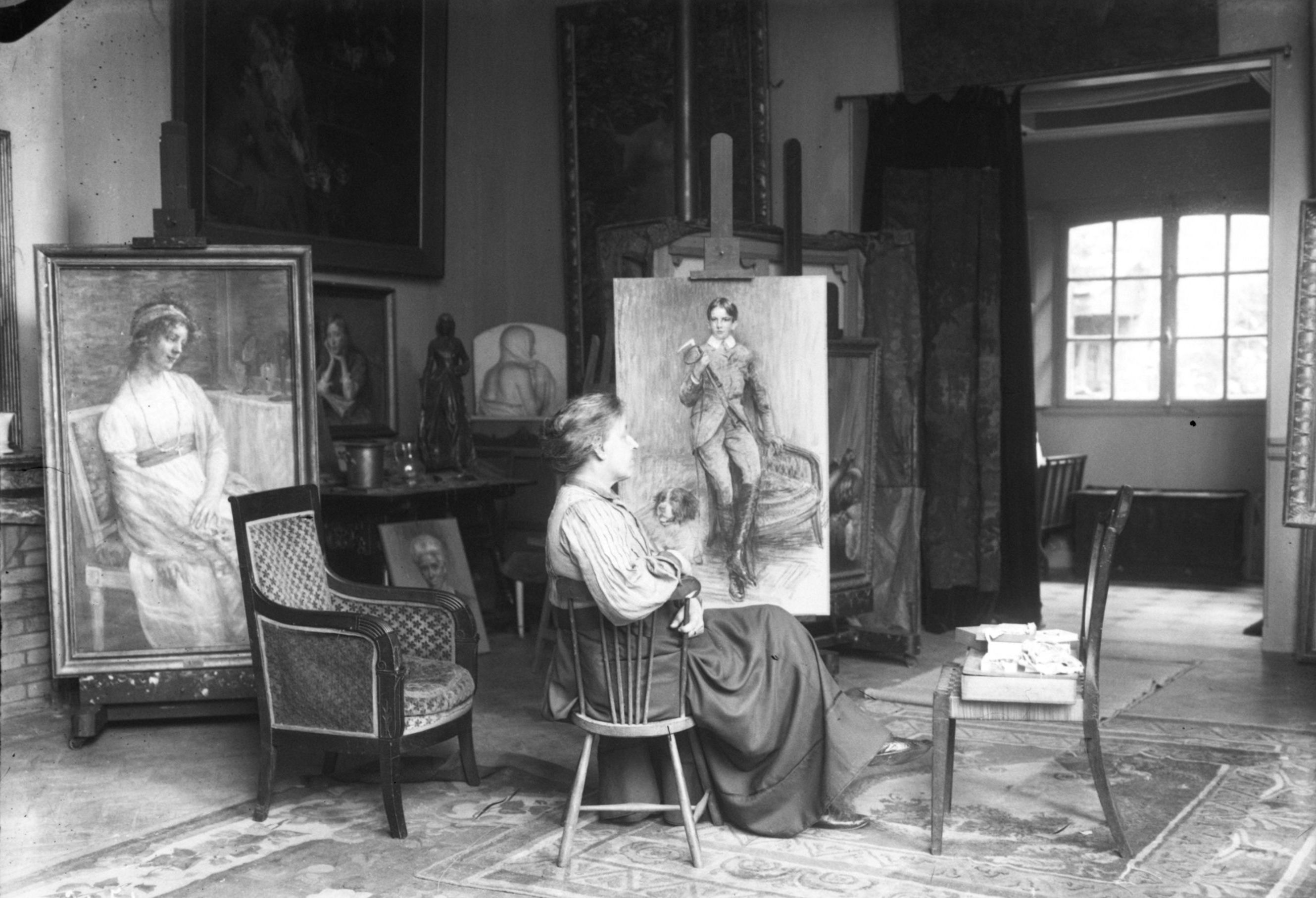
لويز كاثرين بريسلاو في الاستوديو الخاص بها
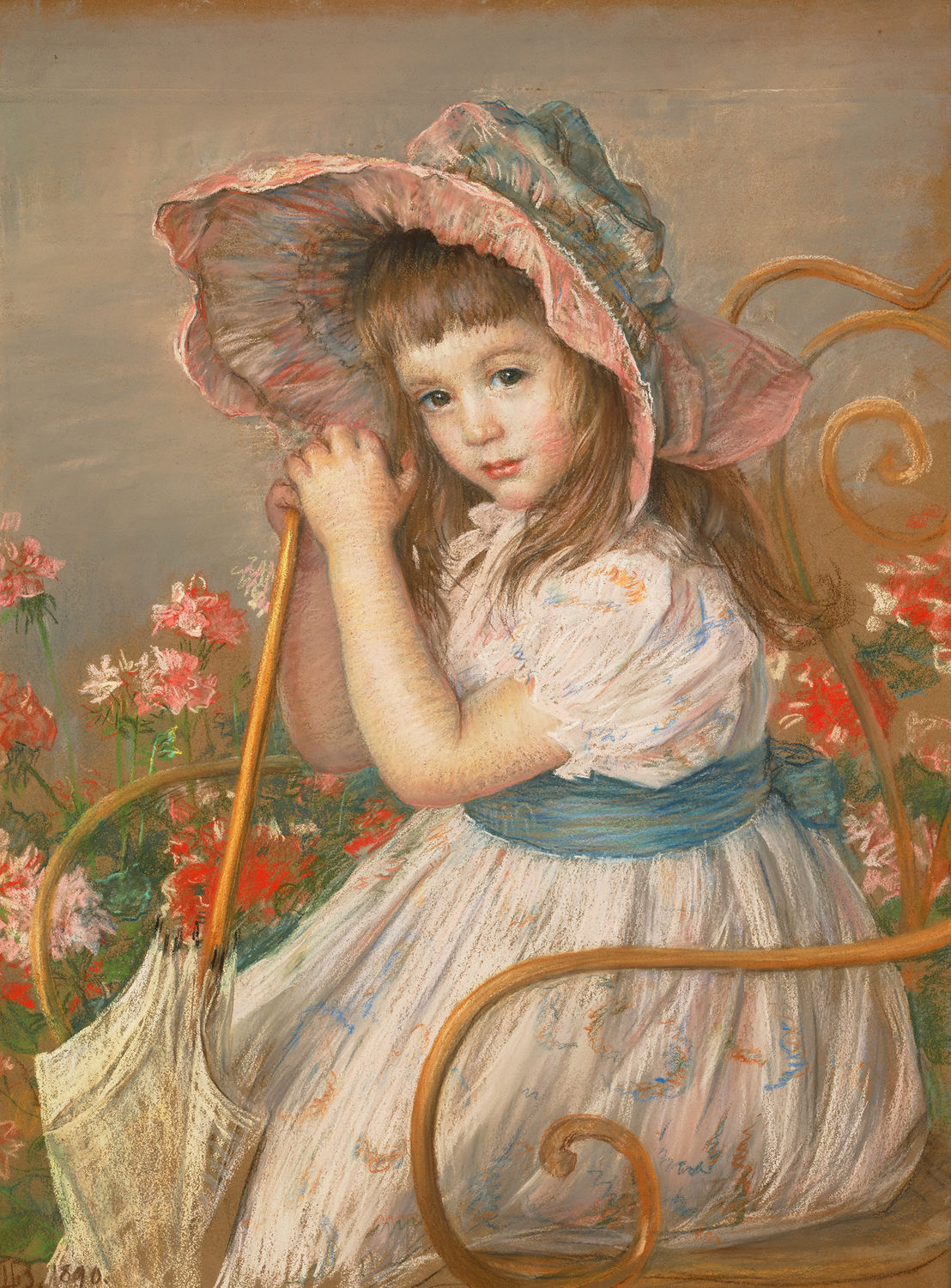
لو فاتحة روز ، 1890. باستيل على ورق. مجموعة خاصة.
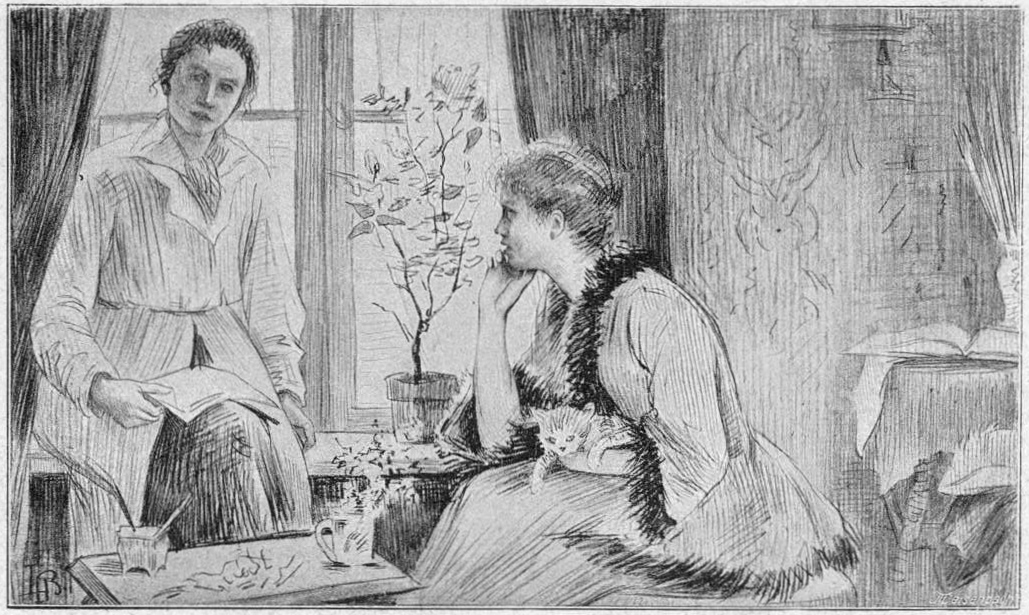
رسم لـ " Contre-jour " مع مادلين زيلهارت بقلم لويز كاثرين بريسلاو
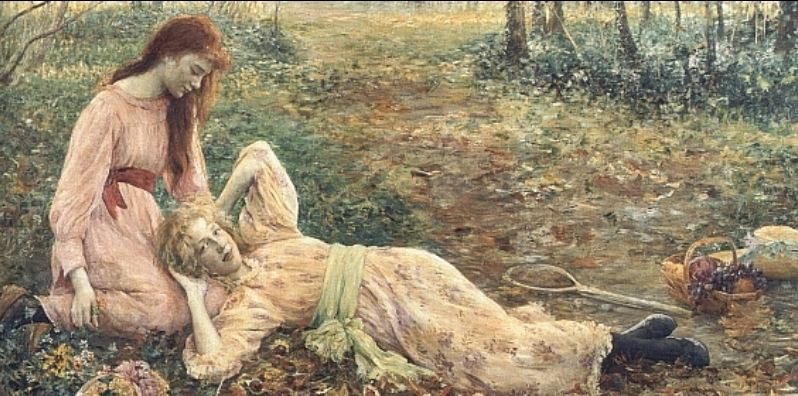
"جامينيس" اشترتها الحكومة الفرنسية في عام 1890.
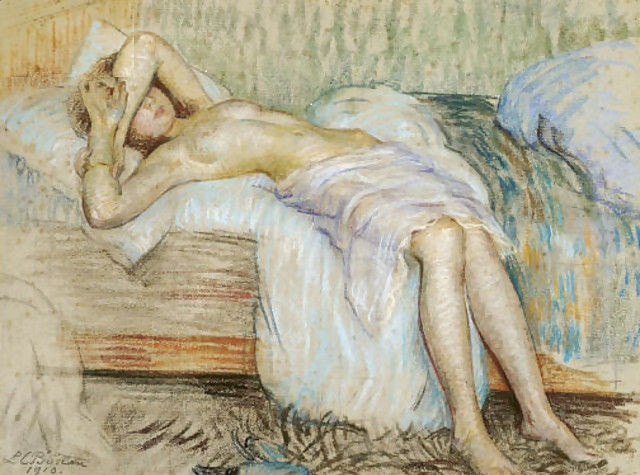
"Paresse matinale" (صباح كسول)

## المجموعات
تُحفظ أعمال بريسلاو في المجموعات العامة التالية:

### فرنسا
- باريس :
  - متحف اللوفر (بما في ذلك على وجه الخصوص صورة مادلين زيلهاردت [12] )
  - متحف أورسيه ، باريس [13]
  - القصر الصغير, متحف الفنون الجميلة في مدينة باريس [14]
  - متحف كارنافاليه
- متحف غرونوبل
- متحف الفن الحديث والمعاصر ، ستراسبورغ
- متحف الفنون الجميلة, روان
- نيس، متحف الفنون الجميلة.
- سان كوينتين (مسقط رأس شريكتها مادلين زيلهاردت) : يعرض "متحف أنطوان لوكوييه" Sous la lampe. صورة لمادلين زيلهاردت [15]
- تروا، متحف الفنون الجميلة.
- فرساي، قصر فرساي.
- متحف الفنون الجميلة في ديجون [16]
- يعرض "Musée Comtadin-Duplessis" في كاربينتراس (بروفانس) تحفة Gamines الشهيرة (1890).

### أيرلندا
- المعرض الوطني الأيرلندي [17]

### السويد
- المتحف الوطني، ستوكهولم

### سويسرا
- متحف بيرن كونست (متحف الفنون الجميلة)
- متحف كانتون الفنون الجميلة في لوزان [18]
- متحف الفن والتاريخ في جنيف [19]
- متحف الفن (بازل) [20]
- يعرض متحف لوسيرن للفنون [21] لوحة "المرأة الباكية" (1905)

### المملكة المتحدة
- المتحف البريطاني ، لندن [22]

### الولايات المتحدة
- متحف سميثسونيان للفنون الأمريكية [23]
- متحف دالاس للفنون
- متاحف الفنون الجميلة في سان فرانسيسكو [24]
- معهد كلارك للفنون ، ويليامستاون، ماساتشوستس [25]

## ملحوظات
1. 1 2  Marie Louise Catherine Breslau (بالهولندية), QID:Q17299517
2. ↑  Marie Louise Catherine Breslau (بالإنجليزية). Oxford University Press. 2006. ISBN:978-0-19-977378-7. OCLC:662407525. OL:33251159M. QID:Q24255573.
3. 1 2  John O’Grady (12 Jan 2018). "Breslau, Louise C(atherine)". Grove Art Online (بالإنجليزية). DOI:10.1093/GAO/9781884446054.ARTICLE.T011137. QID:Q103894534.
4. ↑   http://archives.paris.fr/arkotheque/visionneuse/visionneuse.php?arko=YTo2OntzOjQ6ImRhdGUiO3M6MTA6IjIwMjAtMDQtMzAiO3M6MTA6InR5cGVfZm9uZHMiO3M6MTE6ImFya29fc2VyaWVsIjtzOjQ6InJlZjEiO2k6NDtzOjQ6InJlZjIiO2k6MjY2MTg5O3M6MTY6InZpc2lvbm5ldXNlX2h0bWwiO2I6MTtzOjIxOiJ2aXNpb25uZXVzZV9odG1sX21vZGUiO3M6NDoicHJvZCI7fQ==#uielem_move=130%2C-577&uielem_rotate=F&uielem_islocked=0&uielem_zoom=150. {{استشهاد ويب}}: |url= بحاجة لعنوان (مساعدة) والوسيط |title= غير موجود أو فارغ (من ويكي بيانات) (مساعدة)
5. ↑  "Breslau" on أنسيستري.كوم نسخة محفوظة 2024-11-27 على موقع واي باك مشين.
6. ↑  Anna Katharina Bähler (11 أكتوبر 2013). "Welti [-Escher], Lydia". HDS. مؤرشف من الأصل في 2019-05-14. اطلع عليه بتاريخ 2014-11-29.
7. ↑  Breslau, Louise (1884). "Letters to Sarah Purser from Louise Catherine Breslau". catalogue.nli.ie (بالإنجليزية). Archived from the original on 2024-12-27. Retrieved 2018-12-12.
8. ↑  "Place Louise-Catherine-Breslau-et-Madeleine-Zillhardt", Wikipédia (بالفرنسية), 5 Mar 2019, Retrieved 2019-03-05
9. ↑  "Le Corbusier-designed barge sinks in Seine flooding". Dezeen (بالإنجليزية). 16 Feb 2018. Archived from the original on 2025-02-03. Retrieved 2018-12-05.
10. ↑  "A Barge Renovated by Le Corbusier Tragically Sank in Paris Last Week". Architectural Digest (بالإنجليزية). 21 Feb 2018. Archived from the original on 2025-02-03. Retrieved 2018-12-05.
11. ↑  Madeline، Laurence (2017). Women artists in Paris, 1850-1900. Yale University Press. ISBN:978-0300223934.
12. ↑  "Musée du Louvre - Portrait de Madeleine Zillhardt". مؤرشف من الأصل في 2025-02-24.
13. ↑  "Musée d'Orsay: Liste de résultats dans le catalogue des collections". www.musee-orsay.fr (بالفرنسية). Archived from the original on 2018-12-05. Retrieved 2018-04-27.
14. ↑  "Petit Palais, Paris, France". مؤرشف من الأصل في 2025-02-22.
15. ↑  "Musée Antoine Lecuyer (video - FRENCH)". مؤرشف من الأصل في 2019-05-06.
16. ↑  "Musée des Beaux Arts de Dijon, France" (PDF). beaux-arts.dijon.fr. مؤرشف من الأصل (PDF) في 2024-02-28. اطلع عليه بتاريخ 2018-12-12.
17. ↑  "National Gallery of Ireland". مؤرشف من الأصل في 2025-02-09.
18. ↑  "La Vie Pensive (with Madeleine Zillhardt)". مؤرشف من الأصل في 2019-03-10.
19. ↑  publics، MAH -. "MAH | Collections en ligne · Les Musées d'art et d'histoire de la Ville de Genève". www.ville-ge.ch. مؤرشف من الأصل في 2018-12-06. اطلع عليه بتاريخ 2018-04-27.
20. ↑  "Museum Basel Switzerland". مؤرشف من الأصل في 2022-04-03.
21. ↑  "Museum of Art Lucerne online". مؤرشف من الأصل في 2021-09-22.
22. ↑  "Fillette à l'Orange". مؤرشف من الأصل في 2018-12-04.
23. ↑  "Louise Breslau". Smithsonian American Art Museum (بالإنجليزية). Archived from the original on 2025-02-13. Retrieved 2018-04-27.
24. ↑  "Fine Arts Museum of San Francisco". 21 سبتمبر 2018. مؤرشف من الأصل في 2022-04-03.
25. ↑  "Clark Art - Laziness (Paresse)". www.clarkart.edu. مؤرشف من الأصل في 2018-04-28. اطلع عليه بتاريخ 2018-04-27.